# Leichtathletik-Weltmeisterschaften 2022/Teilnehmer (Slowenien)
| Goldmedaillen | Silbermedaillen | Bronzemedaillen |
| ------------- | --------------- | --------------- |
| 1             | -               | -               |

Der Leichtathletikverband von Slowenien nahm an den Leichtathletik-Weltmeisterschaften 2022 in Eugene teil. Zehn Athletinnen und Athleten wurden vom slowenischen Verband nominiert.

## Medaillengewinner
| Medaille | Athlet       | Disziplin  |
| -------- | ------------ | ---------- |
| Gold     | Kristjan Čeh | Diskuswurf |

## Ergebnisse

### Männer

#### Laufdisziplinen
| Athlet     | Disziplin | Vorlauf     | Vorlauf | Halbfinale | Halbfinale | Finale | Finale |
| Athlet     | Disziplin | Zeit        | Platz   | Zeit       | Platz      | Zeit   | Platz  |
| ---------- | --------- | ----------- | ------- | ---------- | ---------- | ------ | ------ |
| Žan Rudolf | 800 m     | 1:49,87 min | 39      | DNQ        | DNQ        | –      | –      |

#### Sprung/Wurf
| Athlet        | Disziplin      | Qualifikation | Qualifikation | Finale     | Finale |
| Athlet        | Disziplin      | Weite/Höhe    | Platz         | Weite/Höhe | Platz  |
| ------------- | -------------- | ------------- | ------------- | ---------- | ------ |
| Robert Renner | Stabhochsprung | 5,50 m        | 27            | DNQ        | DNQ    |
| Kristjan Čeh  | Diskuswurf     | 68,23 m       | 02            | 71,13 m CR | Gold   |

### Frauen

#### Laufdisziplinen
| Athletin              | Disziplin        | Vorlauf        | Vorlauf | Halbfinale     | Halbfinale | Finale      | Finale |
| Athletin              | Disziplin        | Zeit           | Platz   | Zeit           | Platz      | Zeit        | Platz  |
| --------------------- | ---------------- | -------------- | ------- | -------------- | ---------- | ----------- | ------ |
| Anita Horvat          | 400 m            | 52,67 s        | 33      | DNQ            | DNQ        | –           | –      |
| Anita Horvat          | 800 m            | 2:01,48 min    | 18      | 1:59,60 min PB | 06         | 1:59,83 min | 07     |
| Jerneja Smonkar       | 800 m            | 2:02,48 min    | 31      | DNQ            | DNQ        | –           | –      |
| Agata Zupin           | 400 m Hürden     | 57,12 s        | 32      | DNQ            | DNQ        | –           | –      |
| Maruša Mišmaš-Zrimšek | 3000 m Hindernis | 9:17,14 min SB | 11      |                |            | 9:40,78 min | 14     |

#### Sprung/Wurf
| Athletin         | Disziplin      | Qualifikation | Qualifikation | Finale     | Finale |
| Athletin         | Disziplin      | Weite/Höhe    | Platz         | Weite/Höhe | Platz  |
| ---------------- | -------------- | ------------- | ------------- | ---------- | ------ |
| Lia Apostolovski | Hochsprung     | 1,90 m        | 10            | 1,89 m     | 12     |
| Tina Šutej       | Stabhochsprung | 4,35 m        | 12            | 4,70 m     | 04     |
| Neja Filipič     | Dreisprung     | 14,05 m       | 16            | DNQ        | DNQ    |